# Jana Oľhová

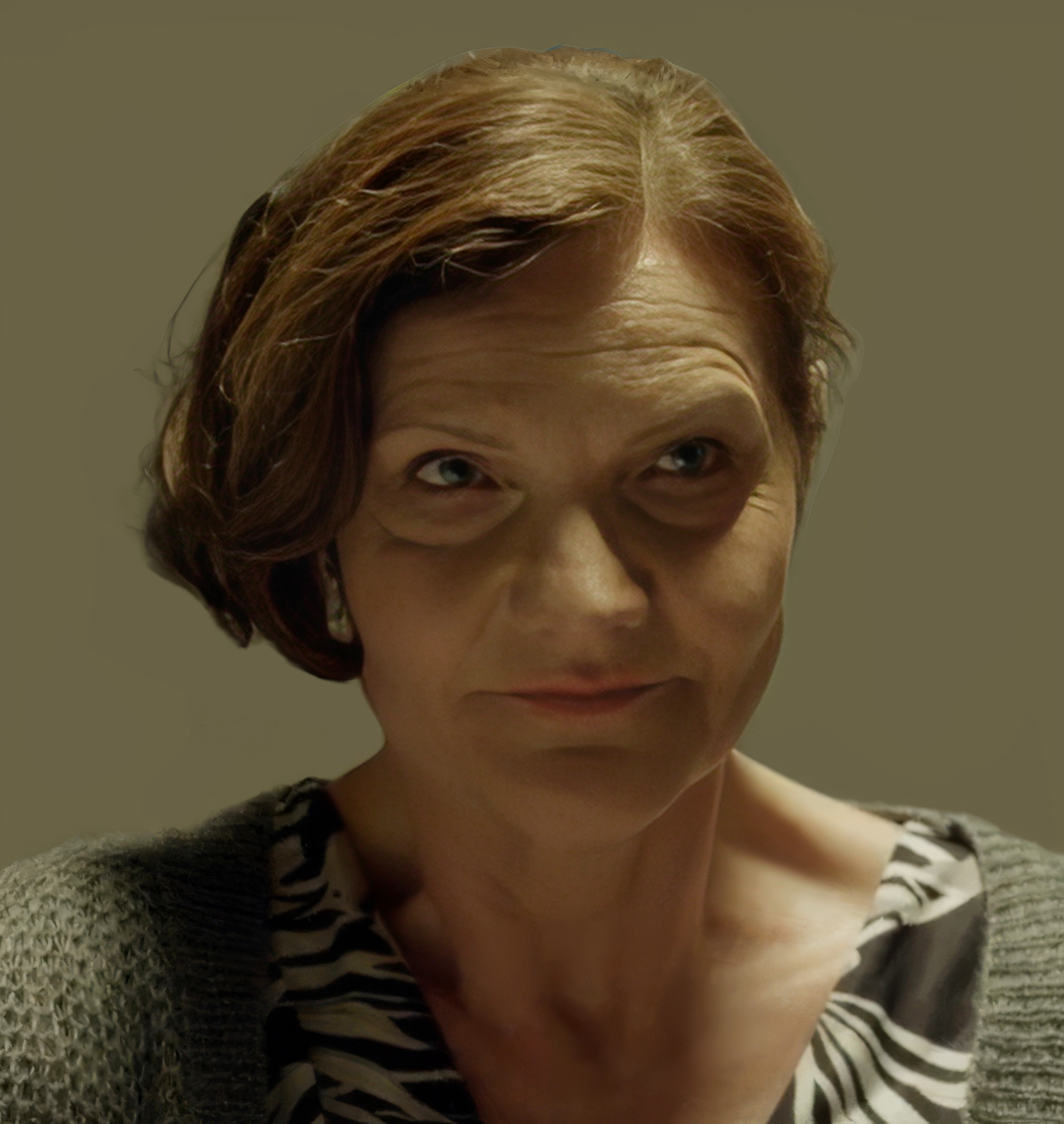
Jana Oľhová im Jahr 2019

Jana Oľhová (geborene Geišbergová; * 31. Dezember 1959 in Myjava) ist eine slowakische Schauspielerin.

## Leben
Jana Oľhová wurde 1959 als Jana Geišbergová in der westslowakischen Stadt Myjava geboren, ihr Bruder war der Schauspieler Marian Geišberg (1953–2018). Sie studierte an der Hochschule für Musische Künste Bratislava (VŠMU), wo sie 1982 ihren Abschluss machte. Ab 1985 war Jana Oľhová bis 1988 Ensemblemitglied am Jozef-Gregor-Tajovský-Theater in Zvolen, anschließend wechselte sie ins Ensemble des Kammertheaters in Martin. Später arbeitete sie auch als Dozentin am Konservatorium in Žilina und an der Akademie der Künste in Banská Bystrica.
Ihr Fernsehfilmdebüt gab sie 1980 in dem Film Nebezpecné známosti und trat seitdem in Film- und Fernsehproduktionen auf, wobei in den 2010er Jahren ihre Auftritte deutlich zunahmen. Bedeutende Rollen hatte sie in den Filmen Muzika, Zelary, Prezít svuj zivot (teorie a praxe) und Dakujem, dobre. 2008 und 2014 wurde sie mit dem slowakischen Filmpreis Slnko v sieti („Sonne im Netz“) als Beste Nebendarstellerin ausgezeichnet.
Jana Oľhová war mit dem Regisseur Matúš Oľhová verheiratet, von dem sie sich 2005 nach 22 Ehejahren scheiden ließ, nachdem er sie wegen einer anderen Frau verlassen hatte. Sie hat sechs Kinder, von denen einzig Tochter Juliana Olhová auch Schauspielerin wurde. Mit Juliana stand Jana Oľhová in Zelary und Nightsiren gemeinsam vor der Kamera. Ihr Sohn ist der Dokumentarfilmer Adam Oľha, der 2013 den Dokumentarfilm Nový život über die Familie drehte.

## Filmografie
- 1980: Nebezpecné známosti
- 2008: Muzika
- 2009: Zelary (Želary)
- 2010: Prezít svuj zivot (teorie a praxe)
- 2013: Dakujem, dobre
- 2015: Die sieben Raben (Sedmero krkavců)
- 2020: Charlatan (Šarlatán)
- 2022: Nightsiren (Světlonoc)

## Auszeichnungen
- 2008: Slnko v sieti – Beste Nebendarstellerin (in dem Film Muzika)
- 2014: Slnko v sieti – Beste Nebendarstellerin (in dem Film Dakujem, dobre)